# Нижние (деревня)
Нижние — деревня в Кадуйском районе Вологодской области.
Входит в состав сельского поселения Семизерье (до 2015 года входила в Мазское сельское поселение), с точки зрения административно-территориального деления — в Мазский сельсовет.
Расположена на правом берегу реки Колпь. Расстояние по автодороге до районного центра Кадуя — 48 км, до центра сельсовета деревни Маза — 5 км. Ближайшие населённые пункты — Маза, Мошницкое, Пименово.
По переписи 2002 года население — 70 человек (40 мужчин, 30 женщин). Преобладающая национальность — русские (94 %).